# David H. Hubel
David Hunter Hubel (Windsor (Ontario), 27 februari 1926 – Lincoln (Massachusetts), 22 september 2013) was een Canadees-Amerikaans neuroloog en Nobelprijswinnaar. In 1981 won hij samen met Torsten Wiesel de Nobelprijs voor Fysiologie of Geneeskunde voor hun onderzoek aan het verwerken van visuele data in de hersenen. De twee deelden de prijs met Roger Sperry, die de prijs voor een ander onderzoek kreeg.

## Biografie
Hubel werd geboren in Canada als zoon van Amerikaanse ouders. In 1929 verhuisde zijn familie naar Montreal. Van zijn zesde tot zijn achttiende zat Hubel op de Strathcona Academy in Outremont Quebec. Hij studeerde wiskunde en natuurkunde aan de McGill-universiteit in Montreal.
In 1954 ging hij naar de Verenigde Staten om te werken aan de Johns Hopkins-universiteit. Hij werd echter opgeroepen voor dienstplicht, en kwam te werken in het Walter Reed Ziekenhuis. Daar begon hij met onderzoek naar de visuele cortex van katten en de wijze waarop hersenen deze informatie verwerken. Aan Walter Reed bouwde hij de eerste moderne metalen micro-elektrode uit Stoner-Mudge lak en wolfraam. Ook maakte hij de eerste moderne hydraulische microdrive.
In 1958 vertrok hij naar Johns Hopkins, alwaar hij zijn samenwerking met Wiesel begon. Een jaar later voegde hij zich bij de faculteit van de Harvard-universiteit, waar hij tot het einde van zijn actieve loopbaan aanbleef.
Hij is overleden aan nierproblemen in 2013 op 87-jarige leeftijd.

## Werk
Samen met Wiesel deed Hubel baanbrekend werk in de primaire visuele cortex van het hersengebied. In de hersenmassa bij proefdieren brachten ze dunne elektroden in waarbij ze slechts een hersencel tegelijkertijd aanprikten. Ze plaatsten de elektroden in de hersenschors waar het visueel systeem zich bevindt. Hubel en Wiesel ontdekten zo hoe zenuwcellen (neuronen) het licht dat op het netvlies valt analyseren, en zo beetje bij beetje het uiteindelijke beeld opbouwen die wordt waargenomen als onze buitenwereld. In hun 25-jaar durende samenwerking onthulden ze dat de visuele cortex van de hersenschors is opgebouwd in verticale kolommen van cellen, waarbij elke kolom een specifieke taak van het zien afhandelt: vorm, contour, kleur, beweging en driedimensionaliteit.
Het onderzoek van Hubel en Wiesel leverde een enorme vooruitgang op voor het begrijpen van het het functioneren van onze zintuigen. Tevens toonden ze aan dat verlies van zintuigen vroeg in het leven kan leiden tot een permanente verandering in de wijze waarop de hersenen deze zintuigen kunnen verwerken. Dit leidde onder andere tot een betere opvatting over hoe bepaalde visuele geboortegebreken, zoals aangeboren cataract, al vroeg na de geboorte te behandelen om blijvende blindheid te voorkomen.

## Publicatie
- Eye, Brain and Vision (1988, Scientic American Library) ISBN 978-0716750208
  - Ned. vertaling: Visuele informatie (1990, Natuur & Techniek) ISBN 978-9070157920